# رموز الاستنساخ
رموز الاستنساخ هي رواية خيال علمي صدرت عام 2010 للكاتبين الأمريكيين باتريشيا وفريدريك ماكيساك. تدور أحداث الرواية حول فتاة تدعى ليانا تعيش في أمريكا في القرن الثاني والعشرين حيث تُعامل المستنسخة البشرية والسايبورغ كمواطنين من الدرجة الثانية، وماذا يحدث عندما تكتشف أن والديها ناشطان وأنها مستنسخة.

## الاستقبال
كتبت مجلة بوكليست في مراجعتها لكتاب رموز الاستنساخ، "إن قصة ماكيساك البسيطة للقراء الأصغر سنًا تحتوي على قدر كبير من الرسائل، والتي ستكون بلا شك مفيدة في مناقشات الفصل الدراسي حول القضايا والموضوعات ولكنها تأتي في بعض الأحيان على حساب القصة. تعمل خلفية الخيال العلمي كإطار لقضايا الهوية والتحيز المجتمعي ولكنها ليست سائدة في تجربة القراءة. كانت مراجعة مجلة مكتبة المدرسة أكثر انتقادًا، واصفةً إياها بأنها  قصة رمزية من الخيال العلمي تعليمية وصعبة". كما كتبت بأن "بعض جوانب الحبكة يمكن التنبؤ بها وسيئة الرسم .. الكثير من الإشارات إلى الماضي البعيد .. تمنع البيئة المستقبلية من الظهور في الحياة." ومع ذلك، فقد خلصت إلى أنه "مع ذلك، فإن الوتيرة السريعة والفصول القصيرة وعدد الصفحات الصغيرة ستجعل هذا الكتاب جذابًا للقراء المترددين، كما أن الارتباطات الواضحة للمناهج الدراسية ستجذب المعلمين". 
تمت مراجعة رموز الاستنساخ أيضًا بواسطة مجلة ذا هورن بوك  اتصال وسائط المكتبة وصوت المدافعين عن الشباب  تقييمات كيركس  والناشرون الأسبوعيون  ونشرة مركز الأطفال كتب  ومراجعة متعددة الثقافات .
لقد كان الكتاب مرشحًا لجائزة آيوا للأطفال. 

## الروابط الخارجية
- إدخال قاعدة بيانات الخيال التأملي على الإنترنت لرموز الاستنساخ
- مقتنيات المكتبة من رموز الاستنساخ